# Fundació Joan Miró
Fundació Joan Miró är ett museum för modern konst som är beläget på berget Montjuїc i Barcelona. Det är uppkallat efter konstnären Joan Miró som tog initiativet till museet.
Byggnaden, som ritades av arkitekten Josep Lluís Sert, invigdes år 1975. Det har senare utökats med ett bibliotek och ett auditorium.
Samlingarna består av mer än 16 000 verk, varav 217 målningar, 178 skulpturer och mer än 8 000 teckningar skapade av Miró. Dessutom finns en mindre samling av samtidskonst som olika konstnärer har skänkt eller lånat ut till museet.